# Hermann Hesse
Hermann Karl Hesse, pseudonim: Emil Sinclair (n. 2 iulie 1877, Calw, Baden-Württemberg, Germania – d. 9 august 1962, Montagnola⁠(d), Cantonul Ticino, Elveția) scriitor german, laureat al Premiului Nobel pentru Literatură pe anul 1946. Este faimos pentru romanele sale Lupul de stepă (Der Steppenwolf, 1927), Jocul cu mărgele de sticlă (Das Glasperlenspiel, 1943), Narcis și Gură de aur (Narcis und Goldmund, 1930) și Siddhartha.

## Motivația Juriului Nobel
"pentru inspiratele sale scrieri care, crescând în îndrăzneală și putere de pătrundere, exemplifică idealuri umanitare clasice și înalte calități ale stilului".

## Date biografice
S-a născut în Calw, un mic orășel în Württemberg, azi Baden-Württemberg, în sudul Germaniei, în familia unor misionari protestanți. Părinții săi s-au cunoscut în India. Tatăl său, Johannes Hesse, era originar din Estonia (născut acolo în 1847, ca fiu al unui medic).
Copilăria și tinerețea lui Hesse au fost caracterizate prin precocitate, entuziasm și rebeliune. Până prin anul 1893 viața lui Hesse a fost un șir de transferuri de la o școală la alta, datorate "comportamentului rău" și caracterului ireductibil. Părinții săi au perceput că nu au un copil obișnuit încă din anul 1881. Fiindcă nu mai făceau fața precocității și energiei lui, părinții s-au gândit chiar să îl instituționalizeze sau să îl trimită de acasă.
La începutul Primului Război Mondial a plecat în Elveția, unde a primit cetățenia elvețiană (1923).
Soția sa a fost Maria Bernoulli, descendentă a celebrei familii Bernoulli, fiind stră-strănepoata lui Johann II Bernoulli.

## Opera
Singurătatea spirituală a artistului și izolarea de lumea modernă sunt teme frecvente în operele lui Hesse.
Romanele sale, majoritatea psihoanalitice și simbolice, includ Peter Camenzind (1904), Unterm Rad (Sub roată) (1906), Rosshalde (1914) și Demian (1919).
Lupul de stepă (1927), unul dintre cele mai cunoscute și mai complexe romane ale sale, descrie natura duală a umanității. Aceeași temă se regăsește și în Narziss und Goldmund (Narcis și Gură de aur) (1930).
Între scrierile sale se regăsesc Jocul cu mărgele de sticlă (1943) și Siddhartha, povestea unui tânar indian, fiu de brahman, plasată in timpul vietii lui Gautama Buddha, în timp ce acesta își propovăduia învățăturile. Cartea a fost publicată în 1922 și a constituit un roman ilustrativ pentru interesul lui Hesse în studierea budismului.
Finețea și calitatea lirică a prozei lui se regăsesc și în versurile pline de melancolie din Gedichte (Poeme) (1922) și Trost der Nacht (1929). Eseurile sale sunt adunate în Betrachtungen (1928) și Krieg und Frieden (Dacă războiul va continua) (1946).
În 1946 îi este decernat Premiul Nobel pentru Literatură.
Hesse a editat publicațiile März (1907-1912) și Vivos voco (1919-1923).

### Scrieri
- 1904: Peter Camenzind
- 1904: Francisc de Assisi („Franz von Assisi”) (ecranizare)
- 1906: Sub tăvălug („Unterm Rad”)
- 1910: Gertrud
- 1913: India („Aus Indien”)
- 1914: Rosshalde („Roßhalde”)
- 1915: Knulp („Knulp”)
- 1915: Muzica singuraticului („Musik des Einsamen”)
- 1919: Demian (publicat sub pseudonimul Emil Sinclair)
- 1920: Ultima vară a lui Klingsor („Klingsors letzter Sommer”)
- 1922: Siddhartha („Siddhartha”)
- 1927: Lupul de stepă („Der Steppenwolf”)
- 1929: Mângâierea nopții („Trost der Nacht”)
- 1930: Narcis și Gură de aur („Narziß und Goldmund”)
- 1930: Călătoria spre soare-răsare („Die Morgenlandfahrt”)
- 1943: Jocul cu mărgele de sticlă („Das Glasperlenspiel”)

## Premii
- 1936 - Premiul Gottfried Keller
- 1946 - Premiul Nobel pentru Literatură
- 1946 - Premiul Goethe al orașului Frankfurt
- 1950 - Premiul Wilhelm Raabe
- 1955 - Friedenspreis des Deutschen Buchhandels

## Traduceri
- Hesse, Hermann, Narziss și Goldmund, tradus de Ivan Deneș, prefață de Romul Munteanu, București, 1968: Biblioteca pentru toți, 322 pag.;